# Distrito 13 de Budapest
El Distrito 13 de Budapest (en húngaro: Budapest XIII. kerülete) es el 13.º (XIII) distrito de Budapest, capital de Hungría. Situado en la zona septentrional de la ciudad, los barrios principales son Angyalföld y Újlipótváros.